# One of the Boys (Roger Daltrey)
One of the Boys è il terzo album in studio da solista del cantante britannico Roger Daltrey, noto come membro dei The Who. Il disco è uscito nel 1977.

## Tracce
1. Parade (Phillip Goodhand-Tait) – 3:41
2. Single Man's Dilemma (Colin Blunstone) – 3:03
3. Avenging Annie (Andy Pratt) – 4:32
4. The Prisoner (David Courtney, Todd, Daltrey) – 3:32
5. Leon (Goodhand-Tait) – 4:47
6. One of the Boys (Steve Gibbons) – 2:45
7. Giddy (Paul McCartney) – 4:47
8. Written on the Wind (Paul Korda) – 3:23
9. Satin And Lace (David Courtney, Tony Meehan, Daltrey) – 4:06
10. Doing It All Again (Courtney, Meehan, Daltrey) – 2:27
11. Say It Ain't So, Joe (Murray Head) – 4:16